# Bistum Tricarico
Das Bistum Tricarico (lat.: Dioecesis Tricaricensis, ital.: Diocesi di Tricarico) ist eine in Italien gelegene römisch-katholische Diözese mit Sitz in Tricarico.

## Geschichte
Das Bistum Tricarico wurde im Jahre 968 als Bistum des Byzantinischen Ritus errichtet. Im Jahre 1060 wechselte es zum Römischen Ritus.
Am 4. März 2023 verfügte Papst Franziskus die Vereinigung des Erzbistums Matera-Irsina in persona episcopi mit dem Bistum Tricarico. Bischof der so vereinigten Bistümer war bis Januar 2025 der Erzbischof von Matera-Irsina, Antonio Giuseppe Caiazzo.
Das Bistum Tricarico ist dem Erzbistum Potenza-Muro Lucano-Marsico Nuovo als Suffraganbistum unterstellt.

## Einzelnachweise

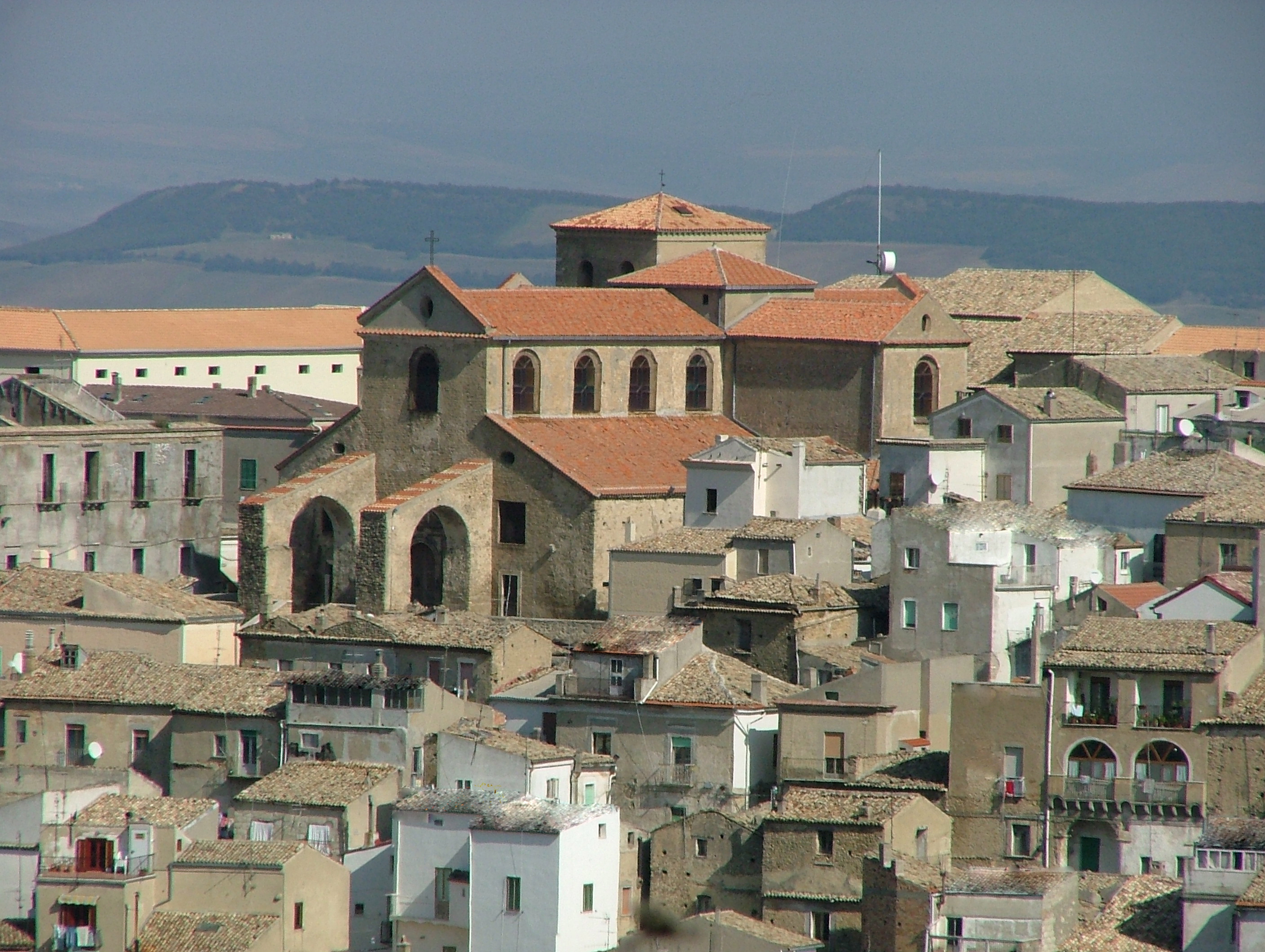
Kathedrale Santa Maria Assunta in Tricarico